# 6. Otwarte Mistrzostwa Europy w Brydżu Sportowym
6. Otwarte Mistrzostwa Europy w Brydżu Sportowym (6th European Open Bridge Championships) – zawody brydżowe, które zostały rozegrane w Ostendzie (Belgia) w dniach 15-29 czerwca 2013 roku.
Były to jednocześnie:
- 13. Otwarte ME Par Mikstowych,
- 13. Drużynowe Otwarte ME Mikstów,
- 6. Drużynowe Otwarte ME Open,
- 6. Drużynowe Otwarte ME Kobiet,
- 6. Drużynowe Otwarte ME Seniorów,
- 17. Otwarte ME Par Open;
- 14. Otwarte ME Par Kobiecych;
- 13. Otwarte ME Par Seniorów.

W zawodach zwyciężyli:
- w parach mikstowych:  Desisława Popowa -  Rosen Gunew;
- w zespołach mikstowych: NedAut w składzie:  Huub Bertens,  Marion Michielsen,  Ricco van Prooijen,  Jovanka Smederevac,  Martine Verbeek,  Sascha Wernle;
- zespołach open:  Mazurkiewicz w składzie: Piotr Gawryś, Krzysztof Jassem, Paweł Jassem, Marcin Mazurkiewicz, Piotr Tuszyński, Jakub Wojcieszek;
- w zespołach kobiet:  China 1 w składzie: Feng Xuefeng, Wang Wenfei, Wang Liping, Zhang Yu;
- w zespołach seniorów:  Lavec w składzie: Peter Billgren, Sven-Olov Flodqvist, Mats Pettersson, Björn Sanzen;
- w parach open:  Sabine Auken - Roy Welland ;
- w parach kobiet:  Catherine d'Ovidio - Janice Seamon-Molson ;
- w parach seniorów:  Goran Sellden - Björn Wenneberg .

## Poprzedni zwycięzcy
W poprzednich, 5. Otwartych Mistrzostwach Europy, które odbyły się w Poznaniu, (Polska) w okresie 6 czerwca do 2 lipca 2011 roku w poszczególnych kategoriach medalowe miejsca zdobyły następujące zespoły i pary:
| Konkurencja                | 2011: Poznań (Polska) - Tabela medalistów | 2011: Poznań (Polska) - Tabela medalistów                                                                             |
| -------------------------- | ----------------------------------------- | --- |
| 12 Mixed Teams (90 teams)  | 1                                         | Zimmermann: Philippe Cronier, Bénédicte Cronier, Catherine d'Ovidio, Franck Multon, Sylvie Willard, Pierre Zimmermann |
| 12 Mixed Teams (90 teams)  | 2                                         | Vriend: Carla Arnolds, Ton Bakkeren, Huub Bertens, Anton Maas, Martine Verbeek, Bep Vriend                            |
| 12 Mixed Teams (90 teams)  | 3                                         | Badger: Jeffrey Allerton, Frances Hinden, Graham Osborne, Paula Leslie                                                |
| 12 Mixed Teams (90 teams)  | 3                                         | Mahaffey: Sam Lev, Irina Lewitina, Jim Mahaffey, Jacek Pszczoła, Judi Radin, Janice Seamon-Molson                     |
| 12 Mixed Pairs (208 pairs) | 1                                         | : Catherine d'Ovidio – Philippe Cronier                                                                               |
| 12 Mixed Pairs (208 pairs) | 2                                         | : Anna Zack Einarsson – Bengt-Erik Efraimsson                                                                         |
| 12 Mixed Pairs (208 pairs) | 3                                         | : Magdaléna Tichá – Richard Ritmeijer                                                                                 |
| 5 Open Teams (119 teams)   | 1                                         | Mahaffey: Gary Cohler, Sam Lev, Jim Mahaffey, Jeff Meckstroth, Jacek Pszczoła, Eric Rodwell                           |
| 5 Open Teams (119 teams)   | 2                                         | Bessis: Michel Bessis, Thomas Bessis, Josef Piekarek, Alexander Smirnov                                               |
| 5 Open Teams (119 teams)   | 3                                         | Monaco A: Jean Charles Allavena, Marco Catellani, Henri Fissore, Nathalie Frey, Marc Bompis, Jean-Christophe Quantin  |
| 16 Open Pairs (323 pairs)  | 1                                         | : Artur Guła – Mikołaj Taczewski                                                                                      |
| 16 Open Pairs (323 pairs)  | 2                                         | : Eldad Ginosar - Ron Pachtman                                                                                        |
| 16 Open Pairs (323 pairs)  | 3                                         | : Krzysztof Buras – Grzegorz Narkiewicz                                                                               |
| 5 Women Teams (24 teams)   | 1                                         | Kapadokya: Mine Babac, Lale Gumrukcuoglu, Serap Kuranoglu, Dilek Yavas                                                |
| 5 Women Teams (24 teams)   | 2                                         | Netherlands Women 1: Carla Arnolds, Laura Dekkers, Marion Michielsen, Jet Pasman, Anneke Simons, Bep Vriend           |
| 5 Women Teams (24 teams)   | 3                                         | Cronier: Véronique Bessis, Bénédicte Cronier, Catherine d'Ovidio, Sylvie Willard, Jovanka Smederevac, Nikica Sver     |
| 13 Women Pairs (34 pairs)  | 1                                         | : Carla Arnolds – Bep Vriend                                                                                          |
| 13 Women Pairs (34 pairs)  | 2                                         | : Rosaline Barendregt – Martine Verbeek                                                                               |
| 13 Women Pairs (34 pairs)  | 3                                         | : Bénédicte Cronier – Sylvie Willard                                                                                  |
| 5 Senior Teams (18 teams)  | 1                                         | Grenthe: Patrick Grenthe, Guy Lasserre, Francois Leenhardt, Patrice Piganeau, Philippe Poizat, Philippe Vanhoutte     |
| 5 Senior Teams (18 teams)  | 2                                         | Pharon: Hans Göthe, Paul Hackett, Gunnar Hallberg, David Price, Colin Simpson, Tony Waterlow                          |
| 5 Senior Teams (18 teams)  | 3                                         | Kutner: Marek Borewicz, Jacek Stasica, Włodzimierz Wala, Roger Kutner                                                 |
| 12 Senior Pairs (37 pairs) | 1                                         | : Aleksander Jezioro – Jerzy Russyan                                                                                  |
| 12 Senior Pairs (37 pairs) | 2                                         | : Irena Chodorowska – Jan Chodorowski                                                                                 |
| 12 Senior Pairs (37 pairs) | 3                                         | : Francois Leenhardt – Patrice Piganeau                                                                               |
| Gen Open                   | 1                                         | Jacek Pszczoła |
| Gen Open                   | 2                                         | Philippe Cronier |
| Gen Open                   | 3                                         | Pierre Zimmermann |
| Gen Women                  | 1                                         | Carla Arnolds |
| Gen Women                  | 1                                         | Bep Vriend |
| Gen Women                  | 3                                         | Bénédicte Cronier |
| Gen Women                  | 3                                         | Sylvie Willard |
| Gen Senior                 | 1                                         | Philippe Vanhoutte |
| Gen Senior                 | 2                                         | Andrea Buratti |
| Gen Senior                 | 3                                         | Apolinary Kowalski |

## Format zawodów
Zawody były rozgrywane według następujących zasad:
- Zawody rozgrywane w kategoriach drużyn i par mikstowych mikstowych, open, kobiet i seniorów;
- W zawodach mogą uczestniczyć drużyny i pary dowolnych federacji brydżowych - niekoniecznie z Europy;
- Zawody rozgrywane w kolejności:
  - Pary mikstowe,
  - Drużyny mikstowe,
  - Drużyny open/kobiet/seniorów,
  - Pary open/kobiet/seniorów;
- W przypadku par rozgrywane były rundy kwalifikacyjne, a następnie najlepsze drużyny grały rundy finałowe;
- W przypadku zespołów rozgrywane były rundy kwalifikacyjne systemem szwajcarskim, następnie rozgrywki pucharowe;
- W dniach w których były rozgrywane rundy pucharowe pozostali zawodnicy mogli brać udział w dodatkowych turniejach.

### Przywileje zwycięzców
Zdobywcy 3 pierwszych miejsc otrzymali medale.
Zwycięzcy mają prawo do tytułu European Open Champion.
Najlepsza para w ME Open par zdobyła nagrodę Giorgio Belladonna trofeum. Jej repliki dostały również 3 najlepsze europejskie pary.
Najlepsza para w ME Kobiet par zdobyła nagrodę Annamaria Torlontano Trophy. Jej repliki dostały również 3 najlepsze europejskie pary.
Najlepsza para w ME Seniorów par zdobyła nagrodę European Trophy Senior. Jej repliki dostały również 3 najlepsze europejskie pary.
Wszyscy uczestnicy otrzymali punkty w klasyfikacjach EBL i WBF.
Zespołom i parom, które zdobyły tytuł Mistrza Europy zapewniono bezpłatny udział (opłaty startowe + hotel) w kolejnych, 7. Otwartych Mistrzostwach Europy w roku 2015. Zwycięzców gier mieszanych zaproszono na tydzień, w którym będą rozgrywki mikstów, natomiast zwycięzcy Open, Kobiet i Seniorów zostali zaproszeni na zawody w kolejnym tygodniu.

## Wyniki zawodów
| Konkurencja                 | 2013: Ostenda (Belgia) - Tabela medalistów | 2013: Ostenda (Belgia) - Tabela medalistów                                                                             |
| --------------------------- | ------------------------------------------ | --- |
| 13. Mixed Teams (98 teams)  | 1                                          | NedAut: Huub Bertens, Marion Michielsen, Ricco van Prooijen, Jovanka Smederevac, Martine Verbeek, Sascha Wernle        |
| 13. Mixed Teams (98 teams)  | 2                                          | Austria: Iris Grumm, Arno Lindermann, Martin Schifko, Terry Weigkricht                                                 |
| 13. Mixed Teams (98 teams)  | 3                                          | Schaltz: Nadia Bekkouche, Peter Fredin, Dorthe Schaltz, Peter Schaltz                                                  |
| 13. Mixed Pairs (416 pairs) | 1                                          | : Desisława Popowa - Rosen Gunew                                                                                       |
| 13. Mixed Pairs (416 pairs) | 2                                          | : Sylvie Willard - Marc Bompis                                                                                         |
| 13. Mixed Pairs (416 pairs) | 3                                          | Netsy Sayer - Zachari Zachariew                                                                                        |
| 6. Open Teams (121 teams)   | 1                                          | Mazurkiewicz: Piotr Gawryś, Krzysztof Jassem, Paweł Jassem, Marcin Mazurkiewicz, Piotr Tuszyński, Jakub Wojcieszek     |
| 6. Open Teams (121 teams)   | 2                                          | Breno: Mario D'Avossa, Benito Garozzo, Riccardo Intonti, Massimo Lanzarotti, Andrea Manno, Romain Zaleski              |
| 6. Open Teams (121 teams)   | 3                                          | Isrmany: Allon Birman, Ilan Herbst, Ofir Herbst, Deror Padon, Josef Piekarek, Alexander Smirnov                        |
| 17. Open Pairs (280 pairs)  | 1                                          | Sabine Auken - Roy Welland                                                                                             |
| 17. Open Pairs (280 pairs)  | 2                                          | Jan Jansma - Zia Mahmood                                                                                               |
| 17. Open Pairs (280 pairs)  | 3                                          | Nils Kåre Kvangraven - Terje Lie                                                                                       |
| 6. Women Teams (25 teams)   | 1                                          | China 1: Feng Xuefeng, Wang Wenfei, Wang Liping, Zhang Yu                                                              |
| 6. Women Teams (25 teams)   | 2                                          | Italia 1: Caterina Ferlazzo, Gabriella Manara, Simonetta Paoluzi, Annalisa Rosetta, Ilaria Saccavini, Marilina Vanuzzi |
| 6. Women Teams (25 teams)   | 3                                          | Dutch Women: Carla Arnolds, Jet Pasman, Anneke Simons, Wietske van Zwol                                                |
| 14. Women Pairs (46 pairs)  | 1                                          | Catherine d'Ovidio - Janice Seamon-Molson                                                                              |
| 14. Women Pairs (46 pairs)  | 2                                          | Marion Michielsen - Meike Wortel                                                                                       |
| 14. Women Pairs (46 pairs)  | 3                                          | Véronique Bessis - Carole Puillet                                                                                      |
| 6. Senior Teams (23 teams)  | 1                                          | Lavec: Peter Billgren, Sven-Olov Flodqvist, Mats Pettersson, Björn Sanzen                                              |
| 6. Senior Teams (23 teams)  | 2                                          | Hansen: Heinrich Berger, Renate Hansen, Hubert Obermair, Franz Terraneo                                                |
| 6. Senior Teams (23 teams)  | 3                                          | Bardin: Antonio Bardin, Franco Garbosi, Luigina Gentili, Carlo Maria Gentili, Silvio Tosi, Paolo Uggeri                |
| 13. Senior Pairs (52 pairs) | 1                                          | Nicholas Fitzgibbon - Adam Mesbur                                                                                      |
| 13. Senior Pairs (52 pairs) | 2                                          | Michael Elinescu - Entscho Wladow                                                                                      |
| 13. Senior Pairs (52 pairs) | 3                                          | Stefan Cabaj - Włodzimierz Ilnicki                                                                                     |

W sumie na 6. Otwartych Mistrzostwach Europy rozdano 84 medale 83 zawodnikom. (Marion Michielsen otrzymała dwa medale) z 16 różnych federacji. Sylvie Willard i Wietske van Zwol w dotychczasowych edycjach Otwartych ME zdobyły po 7 medali i wyrównały rekord należący do Bep Vriend.

### Osiągnięcia polskich zawodników
Na 6. Otwartych Mistrzostwach Europy w brydżu sportowym polscy zawodnicy zdobyli 2 medale:
- Złoty medal w konkurencji drużyn open zdobył zespół  Mazurkiewicz w składzie: Piotr Gawryś, Krzysztof Jassem, Paweł Jassem, Marcin Mazurkiewicz, Piotr Tuszyński, Jakub Wojcieszek;
- Brązowy medal w konkurencji par seniorów zdobyli  Stefan Cabaj oraz  Włodzimierz Ilnicki.

## Przebieg zawodów

### 13. Otwarte ME w kategorii Par Miskstowych
13. Otwarte Mistrzostwa Europy w kategorii Par Miskstowych były rozgrywane w dniach od 15 do 17 czerwca.
Odbyło się w sumie 9 sesji kwalifikacyjnych: 15 czerwca 4 sesje, a 16 czerwca 5 sesji. W kwalifikacjach uczestniczyło 416 par.
W dniach 17 i 18 czerwca odbyło się po 5 sesji finałowych z udziałem 104 par.
Zwycięzcami zawodów zostały pary:
1. Desisława Popowa -  Rosen Gunew;
2. Sylvie Willard -  Marc Bompis;
3. Netsy Sayer -  Zachari Zachariew.

Najlepiej z polskich par zagrali Ewa Miszewska i Apolinary Kowalski, którzy zajęli 17. pozycję.

### 13. Drużynowe Otwarte ME Mikstów
13. Drużynowe Otwarte Mistrzostwa Europy Mikstów zostały rozegrane w dniach od 19 do 21 czerwca. W zawodach uczestniczyło 98 zespołów.
W dniach 19 i 20 czerwca zostały rozegrane sesje kwalifikacyjne (mecze 10-rozdaniowe, system szwajcarski). 21 czerwca zostały rozegrane:
- 3 sesje kwalifikacyjne. Wyłoniono 2 drużyny dla gry o pierwsze miejsce i 2 drużyny dla gry o miejsce 3.;
- mecz o 3. miejsce (2 sesje po 14 rozdań);
- mecz o 1. miejsce (2 sesje po 14 rozdań);
- 2 sesje dla pozostałych drużyn.

Zwycięzcami zawodów zostały:
1. NedAut:  Huub Bertens,  Marion Michielsen,  Ricco van Prooijen,  Jovanka Smederevac,  Martine Verbeek,  Sascha Wernle;
2. Austria: Iris Grumm, Arno Lindermann, Martin Schifko, Terry Weigkricht;
3. Schaltz:  Nadia Bekkouche,  Peter Fredin,  Dorthe Schaltz,  Peter Schaltz.

Z polskich zespołów najlepiej wypadł Connector Poland: Katarzyna Dufrat, Danuta Kazmucha, Michał Klukowski, Michał Nowosadzki, Cezary Serek, Justyna Żmuda, który zajął 20. miejsce.

### 6. Otwarte Drużynowe ME Open
6. Otwarte Drużynowe Mistrzostwa Europy Open zostały rozegrane w dniach od 2 do 25 czerwca równolegle z mistrzostwami w kategorii kobiet i seniorów.
W dniach 22 i 23 czerwca odbyło się 10 rund kwalifikacyjnych, w których wzięło udział 121 zespołów.
24 czerwca odbyła się runda 16 drużyn (dwie sesje po 14 rozdań) oraz ćwierćfinały (też dwie sesje po 14 rozdań).
25 czerwca odbyły się:
- półfinały,
- mecz o 3. miejsce,
- mecz o 1. miejsce.

Zwycięzcami zawodów zostały drużyny:
1. Mazurkiewicz: Piotr Gawryś, Krzysztof Jassem, Paweł Jassem, Marcin Mazurkiewicz, Piotr Tuszyński, Jakub Wojcieszek;
2. Breno: Mario D'Avossa, Benito Garozzo, Riccardo Intonti, Massimo Lanzarotti, Andrea Manno, Romain Zaleski;
3. Isrmany:  Allon Birman,  Ilan Herbst,  Ofir Herbst,  Deror Padon,  Josef Piekarek,  Alexander Smirnov.

### 6. Otwarte Drużynowe ME Kobiet
6. Otwarte Drużynowe Mistrzostwa Europy Kobiet zostały rozegrane w dniach od 22 do 24 czerwca równolegle z mistrzostwami w kategorii open i seniorów.
W dniach 22 i 23 czerwca odbyło się 10 rund kwalifikacyjnych w których wzięło udział 25 zespołów.
24 czerwca odbyły się:
- półfinały,
- mecz o 3. miejsce,
- mecz o 1. miejsce.

Zwycięzcami zawodów zostały drużyny:
1. China 1: Feng Xuefeng, Wang Wenfei, Wang Liping, Zhang Yu;
2. Italia 1: Caterina Ferlazzo, Gabriella Manara, Simonetta Paoluzi, Annalisa Rosetta, Ilaria Saccavini, Marilina Vanuzzi;
3. Dutch Women: Carla Arnolds, Jet Pasman, Anneke Simons, Wietske van Zwol.

Polski zespół Poland, w składzie: Cathy Bałdysz, Katarzyna Dufrat, Danuta Kazmucha, Anna Sarniak, Joanna Taczewska, Justyna Żmuda zajął 8. miejsce.

### 6. Otwarte Drużynowe ME Seniorów
6. Otwarte Drużynowe Mistrzostwa Europy Seniorów zostały rozegrane w dniach od 22 do 24 czerwca równolegle z mistrzostwami w kategorii open i kobiet.
W dniach 22 i 23 czerwca odbyło się 10 rund kwalifikacyjnych, w których wzięły udział 23 zespoły.
24 czerwca odbyły się:
- półfinały,
- mecz o 3. miejsce,
- mecz o 1. miejsce.

Zwycięzcami zawodów zostały drużyny:
1. Lavec: Peter Billgren, Sven-Olov Flodqvist, Mats Pettersson, Björn Sanzen;
2. Hansen: Heinrich Berger, Renate Hansen, Hubert Obermair, Franz Terraneo;
3. Bardin: Antonio Bardin, Franco Garbosi, Luigina Gentili, Carlo Maria Gentili, Silvio Tosi, Paolo Uggeri.

Z polskich zespołów najwyżej uplasował się zespół Szenberg w składzie: Zbigniew Macior, Jerzy Michałek, Mirosław Milaszewski, Stefan Szenberg, który zajął 5. miejsce.

### 17. Otwarte ME Par Open
17. Otwarte Mistrzostwa Europy Par Open odbyły się w dniach od 25 do 29 czerwca:
- 25 i 26 czerwca odbyły się kwalifikacje (10 sesji po 10 rozdań), w których startowało 280 par;
- 27 czerwca odbyły się półfinały (5 sesji), w których uczestniczyło 100 par;
- 28 i 29 czerwca odbyły się finały (9 sesji) z udziałem 46 par.

Zwycięzcami zostali:
1. Sabine Auken - Roy Welland ;
2. Jan Jansma - Zia Mahmood ;
3. Nils Kåre Kvangraven - Terje Lie .

Z polskich par najwyżej uplasowali się Jacek Kalita i Michał Nowosadzki, którzy zajęli 9. miejsce.

### 14. Otwarte ME Par Kobiet
14. Otwarte Mistrzostwa Europy Par Kobiet odbyły się w dniach od 27 do 29 czerwca. W sumie było 14 sesji po 10 rozdań.
Zwycięzcami zostały:
1. Catherine d'Ovidio - Janice Seamon-Molson ;
2. Marion Michielsen - Meike Wortel ;
3. Véronique Bessis - Carole Puillet .

Polska para, Danuta Kazmucha i Justyna Żmuda, zajęła 6. miejsce.

### 13. Otwarte ME Par Seniorów
13. Otwarte Mistrzostwa Europy Par Seniorów odbyły się w dniach od 27 do 29 czerwca:
- 27 i 28 czerwca odbyły się kwalifikacje (10 sesji po 10 rozdań), w których startowały 52 pary;
- 29 czerwca odbyły się 4 sesje finału w którym startowały 22 pary.

Zwycięzcami zostali:
1. Goran Sellden - Björn Wenneberg ;
2. Serge Bergheimer - Jean-Claude Foussier .
3. Stefan Cabaj - Włodzimierz Ilnicki ;

## Transmisje z zawodów
Wszystkie sesje zawodów transmitowane były codziennie w internecie poprzez BBO, z uwzględnieniem każdej sesji. Jednoczesna transmisja obejmowała 10 stołów. Wyjątkiem były dwa dni kwalifikacji zawodów par (26 i 27 czerwca), kiedy transmisji nie przeprowadzono.